# Lara Almarcegui
Lara Almarcegui (Saragozza, 1972) è un'artista spagnola che realizza opere di performance art e installazioni e risiede a Rotterdam, Paesi Bassi.
È conosciuta principalmente per le sue demolizioni e autocostruzioni, realizzate in siti urbani in condizioni di degrado o rovina. In Italia ha realizzato opere a Torino e a Trento, e ha esposto presso la Biennale di Venezia e il Museo d'arte moderna e contemporanea di Trento e Rovereto.

## Biografia

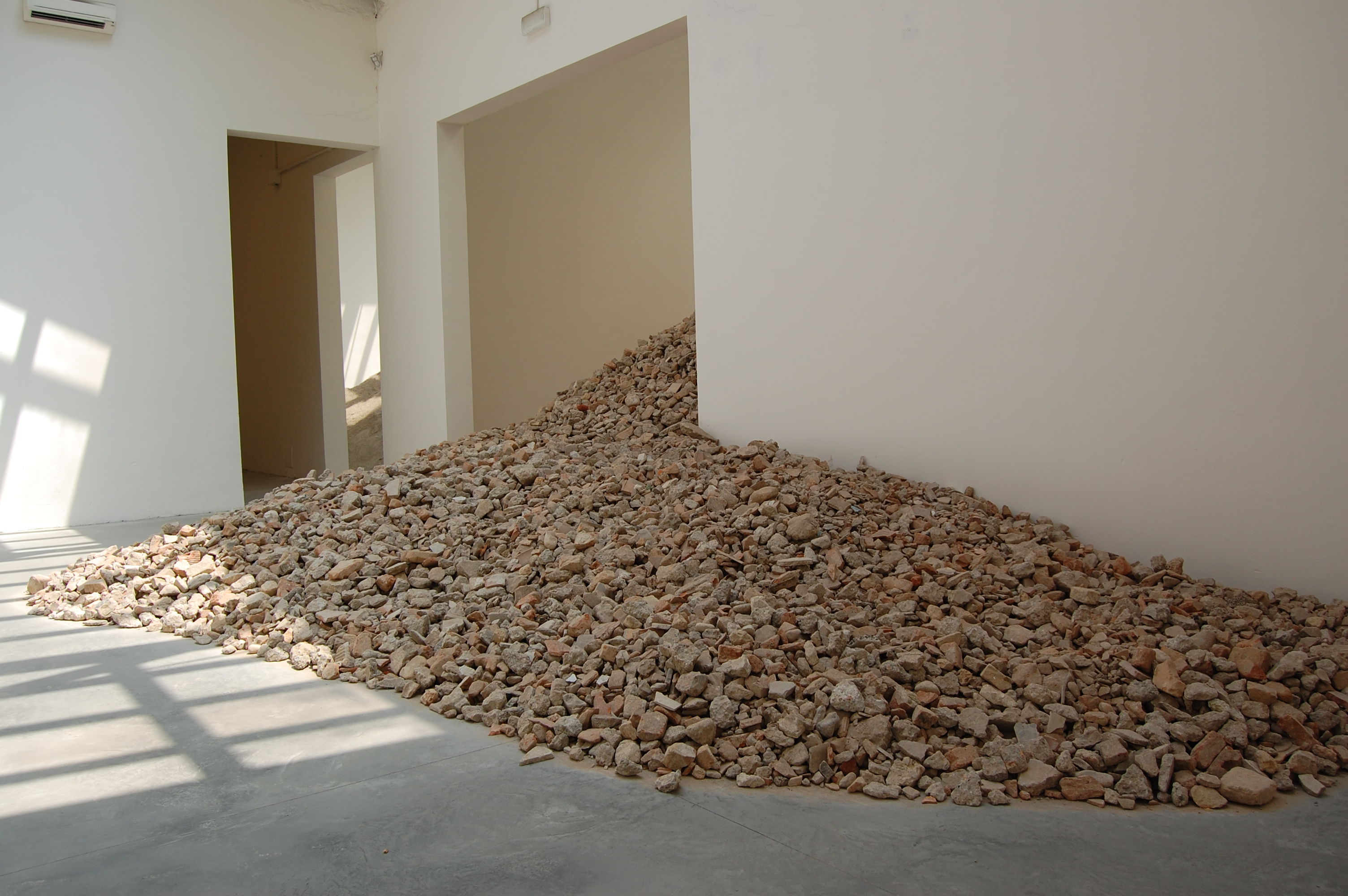
L'opera di Almarcegui alla Biennale di Venezia del 2013.

Lara Almarcegui è nata a Saragozza, nell'Aragona, nel 1972. Tra il 1993 ed il 1995 studia arte all'Università di Cuenca, dove si laurea, e intanto segue corsi all'Università di Lisbona, all'Università di Amburgo e all'Accademia delle Belle Arti di Nantes. Tra il 1996 e il 1998 consegue il Dottorato in Arte presso l'Università di Amsterdam. Nel 1999 realizza Mapa de descampados de Ámsterdam, una guida alle aree vuote o abbandonate della città di Amsterdam. Nel 2002 ridipinge le architetture di alcuni orti urbani di Torino nell'ambito del progetto BIG (Biennale Internazionale Giovani). L'anno seguente partecipa alla FRAC Bourgogne di Digione, Francia ammassando in una sala dei materiali da costruzione in quantità equivalente a quella utilizzata per costruire il palazzo. Nel 2005 vince il premio Altadis di arti plastiche e nel 2007 il premio Visual Arts and Digital Arts dell'UNESCO.
Nel 2007, Almarcegui pubblica una guida dettagliata (Guía de Al Khan) che descrive le rovine di Al Khan, un villaggio di pescatori abbandonato nell'emirato di Sharja negli Emirati Arabi Uniti. Nello stesso anno realizza a Trento una performance dal titolo El descampado de la fábrica Michelin se abre al público, organizzando visite turistiche all'area dismessa su cui sorgeva la fabbrica Michelin. Nel 2008 vince il premio El Ojo Crítico di Radio Nacional de España ed esegue uno studio sulle aree abbandonate di Bilbao (Guía de descampados de la Ría de Bilbao). Nello stesso anno realizza due opere a Taiwan, demolendo il muro che nascondeva una vecchia casa in rovina a Taipei e organizzando la conservazione di un terreno in mezzo al fiume Danshui. Nel 2010 espone al Palazzo della Secessione di Vienna riempiendo la sala principale di montagne di detriti, sostituendo un pavimento di legno e realizzando una guida alle aree abbandonate nei dintorni dell'antica stazione Nordbahnhof.
Nel 2013, Almarcegui è scelta dal curatore Octavio Zaya per rappresentare la Spagna alla Biennale di Venezia. La sala centrale del padiglione è completamente occupata da una montagna di detriti di cemento, mattoni e tegole, gli stessi materiali usati da Francisco Javier de Luque per costruire l'edificio nel 1922. Le stanze attigue sono riempite da montagne più piccole di materiali diversi (segatura, vetro, scorie di fonderia), i visitatori hanno la possibilità passarci attraverso e in questo modo osservare da più angolazioni la sala principale. Almarcegui realizza anche un progetto di ricerca su Sacca San Mattia, un'isola artificiale formata dai rifiuti delle vetrerie di Murano. Nel 2014, l'opera Guía de Al Khan è esposta nella mostra Perduti nel paesaggio presso il Museo d'arte moderna e contemporanea di Trento e Rovereto.

## Opere principali
- Restaurando el Mercado de Gros unos días antes de su demolición, Mercado de Gros, San Sebastián, Spagna, 1995
- Hotel de Fuentes de Ebro, Stazione di Fuentes de Ebro, Saragozza, Spagna, 1997
- Cavar, Amsterdam, Paesi Bassi, 1998
- Retirando el cemento de la fachada, Bruxelles, Belgio 1999
- Demoliciones: Apertura de jardín interior, Rotterdam, Paesi Bassi, 1999
- Mapa de descampados de Ámsterdam, una guía de los lugares vacíos de la ciudad, Amsterdam, Paesi Bassi, 1999
- Construyendo mi huerta urbana (volkstuin), Rotterdam, Paesi Bassi, 1999–2002
- Depósito de agua: materiales de construcción, Phalsbourg, 2000
- Container Project, NICC, Bruxelles, Belgio, 2000
- Tres semanas restaurando una cabaña de jardín, Phalsbourg, 2000
- Un descampado se abre al público, Amsterdam, Bruxelles, Alcorcón, 2000–2002
- Sala de exposiciones: materiales de construcción, Bruxelles, Belgio, 2001
- Chercher des débris, FRAC Lorraine, Metz, Francia, 2001
- Un paseo por los descampados de Liverpool, Liverpool, Regno Unito, 2002
- La Autoconstrucción en Saint-Nazaire, Saint-Nazaire, Francia, 2002
- Huertas de Turín: dos semanas pintando las casetas de las huertas, Torino, Italia, 2002
- Demolición enfrente de la Sala de Exposiciones, Le Grand Café, Saint-Nazaire, 2002
- Buscando escombros, FRAC Lorraine, Metz, Francia, 2002
- Arreglar y ocupar un barco abandonado, Stoccolma, Svezia, 2003
- Cavando sobre una montaña de escombros, Stoccolma, Svezia, 2003
- Un café al aire libre para los hortelanos, Weesp, Paesi Bassi, 2003
- Materiales de construcción de la sala de exposiciones, Frac Bourgogne, Digione, Francia, 2003
- Un descampado, Porto di Rotterdam, Paesi Bassi, 2003–2018; Genk, Belgio, 2004–2014; Arganzuela, Spagna, 2005–2006; Moss, Norvegia, 2006–2007
- Levantar el asfalto, Recinto ferial, Amsterdam, Paesi Bassi, 2004
- Levantar el suelo de la habitación D4, Rijksmuseum, Amsterdam, Paesi Bassi, 2005
- La montaña de escombros, Sint Truiden, Belgio, 2005
- Guía de los lugares sin definir de Lund: Descampados, solares vacíos y edificios y jardines abandonados, Konsthall, Lund, Svezia, 2005
- Materiales de construcción, Biennale di San Paolo, Brasile
- Guía de descampados de Sao Paulo, una selección de los lugares vacíos más interesantes de la ciudad, San Paolo, 2006
- El descampado de la fábrica Michelin se abre al público, Trento, Italia, 2006
- Materiales de construcción, Sala de exposiciones Espacio 2, CAC, Malaga, Spagna, 2007
- Guía de Al Khan, Emirati Arabi Uniti, 2007
- Guía de descampados de la Ría de Bilbao, Bilbao, Spagna, 2008
- Bajar al subterráneo recién excavado, MadridAbierto, Madrid, Spagna, 2010
- Guía de la Sacca San Mattia, Murano, Italia, 2013

## Mostre personali
- Construction materials, Etablissement d'en face, Bruxelles, Belgio, 2001
- Demolition in Front of the Exhibition Room, Galeria Marta Cervera, Madrid, Spagna, 2003
- Chantiers ouverts au public, Centre d'Art Le Grand Café, Saint Nazaire, Francia, 2003
- Lara Almarcegui, Index, Stoccolma, Svezia, 2003
- Lara Almarcegui, FRAC Bourgogne, Digione, Francia, 2004
- Removing the Asphalt, Galeria Luis Serpa Projectos, Lisbona, Portogallo, 2005
- Construction Materials of Frieze Art Fair, Frieze Art Fair, Londra, Regno Unito, 2006
- Still life, Art, Ecology and Politics of Change, Sharjah Art Museum, Emirati Arabi Uniti, 2007
- Construction Materials of the Exhibition Room, CAC, Málaga, Spagna, 2007
- Colocation #6, La Box, Bourges, Francia, 2008
- Guide to Ruined Buildings in the Netherlands XIX-XXI Century, Ellen de Bruijne Projects, Amsterdam, Paesi Bassi, 2008
- Ruins in the Netherlands, Galeria Pepe Cobo, Madrid, Spagna, 2008
- Lara Almarcegui, Ludlow 38, New York, Stati Uniti, 2010
- Lara Almarcegui, Palazzo della Secessione, Vienna, Austria, 2010
- Construction Materials, Excavations, Wastelands, TENT, Rotterdam, Paesi Bassi, 2011
- Een braakliggend terrein, Stedelijk Museum, Den Bosch, Paesi Bassi, 2012
- Postcard from… Lara Almarcegui, Fondazione Cerere, Roma, Italia, 2012
- Margin and City, CAAC, Siviglia, Spagna, 2012
- Brachflächen, Grabungen, Baustoffe, Künstlerhaus, Brema, Germania, 2012
- Abandoned River Park, MUSAC, León, Spagna, 2013
- Ivry Souterrain, CREDAC, Ivry-sur-Seine, Francia, 2013
- Biennale di Venezia, Italia, 2013